# Humberto da Prússia
Humberto Carlos Guilherme da Príncipe da Prússia (em alemão: Hubertus Karl Wilhelm Prinz von Preußen; 30 de setembro de 1909 — 8 de abril de 1950) foi o terceiro filho do príncipe herdeiro Guilherme da Alemanha e da duquesa Cecília de Mecklemburgo-Schwerin.

## Biografia
Casou-se a 29 de dezembro de 1941 com a baronesa Maria von Humboldt-Dachroeden (1916-2003) em Oels, Schlesien. Os dois divorciaram-se dois anos depois em 1943 e no dia 5 de junho daquele ano Humberto voltou a casar-se com a princesa Madalena Reuss de Köstritz (1920-2009). Tiveram duas filhas:
- Anastásia Vitória Cecília Hermínia da Prússia (n. 14 de fevereiro de 1944). Casou-se com Alois-Constantino, 9º príncipe de Löwenstein-Wertheim-Rosenberg e tiveram filhos.

- Maria Cristina da Prússia (16 de julho de 1947 - 1966). Morreu devido aos ferimentos causados por um acidente de automóvel.

O príncipe Humberto morreu de apendicite a 8 de abril de 1950 em Windhoek no Sudoeste Africano (actual Namíbia).